# Pauline Collins
Pauline Collins (Exmouth, 1940. szeptember 3. –) Tony- és BAFTA-díjas angol színésznő, a Brit Birodalom Rendjének tisztje (OBE). 
Collins a televízióban építette ki karrierjét, első híres szerepe Sarah, a szobalány volt az Upstairs, Downstairs című drámasorozatban, majd férjével, John Aldertonnal külön spin-off sorozatot is kaptak Thomas & Sarah címmel. 1989-ben a Shirley Valentine című egyszemélyes drámával aratott sikert Londonban, majd New Yorkban a Broadwayn, alakítását Tony-díjjal jutalmazták. A színdarabot filmadaptáció követte, és Collinst színészi játékáért Oscar-díjra jelölték. 2001-ben Erzsébet királynő a Brit Birodalom tisztjévé tette meg.

## Élete és pályafutása
Collins a devoni Exmouthban született, Mary Honora (született Callanan), egy tanítónő és William Henry Collins iskolaigazgató lányaként. Ír származású, és római katolikus vallásúként nevelkedett a Liverpool melletti Wallaseyben. Nagy-nagybátyja az ír költő, Jeremiah Joseph Callanan volt. Collins a Sacred Heart Középiskolában tanult, majd a londoni Central School of Speech and Drama iskolában folytatta tanulmányait. Mielőtt a színészet felé fordult volna, 1962-ig tanárként dolgozott. Színpadi debütálását 1962-ben Windsorban az A Gazelle in Park Lane-ben, majd 1965-ben a West Enden debütált a Passion Flower Hotelben. A darab futása alatt forgatta első filmjét, az 1966-ban bemutatott Secrets of a Windmill Girl című filmet. Karrierjét ezután a televízióban és a színpadon egyengette tovább. 
Collins játszotta Samantha Briggs-t a Ki vagy, doki? 1967-es The Faceless Ones című epizódban, és felajánlották neki, hogy folytassa a sorozatot a Doktor új társaként, de visszautasította a felkérést. További korai tévés szerepei közé tartozik az Egyesült Királyság első orvosi szappanoperája, a Emergency - Ward 10 (1960), valamint a The Liver Birds pilotepizódja és első sorozata, mindkettő 1969-ben.
Collins először az 1970-es évek ITV-s drámasorozatában, az Upstairs, Downstairs-ben Sarah szobalány szerepében vált ismertté. A karakter rendszeresen szerepelt az első két sorozatban, amelynek második részében színész férje, John Alderton is szerepelt. Később együtt játszottak a Thomas & Sarah (1979) című spin-offban, valamint a Terence Brady és Charlotte Bingham által írt No, Honestly című sitcomban, továbbá a Wodehouse Playhouse (1975-78) című novellaadaptációk sorozatában. 1983-ban Aldertonnal közösen mesélte a Little Miss című animációs brit gyermek-tévésorozatot.
1988-ban Collins szerepelt a Shirley Valentine című egyszemélyes színdarabban Londonban, majd 1989-ben a Broadwayn és az 1989-es filmváltozatban is megismételte a szerepet. A film számos díjat és jelölést nyert, Collins Tony-díjat és BAFTA-díjat kapott érte. Mind a színdarab, mind a játékfilm a "negyedik fal áttörése" néven ismert technikát alkalmazta, mivel Shirley Valentine karaktere a történet során közvetlenül a közönséghez szól.
A Shirley Valentine után Collins ismét szerepelt férje oldalán a Terence Brady és Charlotte Bingham által készített és írt Forever Green című népszerű ITV drámasorozatban, amelyben a fiktív házaspár gyermekeikkel együtt elmenekül a városból, hogy vidéken kezdjenek új életet. A sorozat 1989 és 1992 között 18 epizódon keresztül futott. Collinst 1990-ben Nagy-Britannia legszexisebb nőjének választották.
Collins filmes munkái közé tartozik az 1992-es Örömváros filmdráma, ami Dominique Lapierre regénye nyomán készült Patrick Swayze és Om Puri főszereplésével. Az 1995-ös My Mother's Courage egy osztrák-brit önéletrajzi film volt Tábori György emlékeivel édesanyjáról, aki szenvedélyes römijátékos. 1997-ben Collins a Láger az édenkertben című ausztrál háborús filmben szerepelt Glenn Close és Frances McDormand oldalán. 2002-ben főszerepet alakított a Mrs Caldicot's Cabbage War című vígjátékban, amelyben szintén szerepelt Alderton. 1999-ben és 2000-ben Collins játszotta Harriet Smith szerepét a BBC Ambassador című televíziós drámájában, ahol az írországi brit nagykövet főszerepét alakította. További televíziós szerepei közé tartozik a The Saint, a The Wednesday Play, az Armchair Theatre, a Play for Today, a Tales of the Unexpected, a Country Matters és a The Black Tower.
Collins a 2001-es születésnapi kitüntetésen a Brit Birodalom Rendjének tisztjévé nevezték ki a drámának tett szolgálataiért.
2002-ben vendégszerepelt Tony Parsons bestsellerének drámájában, a Man and Boyban. 2005-ben Miss Flite szerepét játszotta Charles Dickens Bleak House című művének BBC-produkciójában.
2006-ban ő lett a harmadik színész, aki a Ki vagy, doki? legelső és legújabb sorozatában is szerepelt, amikor a "Tooth and Claw" című epizódban Viktória királynőként tűnt fel. Később, 2006-ban szerepelt az Extinct című műsorban, amelyben nyolc híresség kampányolt egy állatért, hogy megmentse a kihalástól. Collins a bengáli tigris megmentéséért kampányolt, és megnyerte a közönségszavazást. 2007 decemberében a londoni Old Vic színházban a Hamupipőke című pantomimben a tündérkeresztanya szerepében lépett fel.
2010-ben mellékszereplőként bukkant fel Agatha Christie: Marple sorozatában a Bűbájos gyilkosok című regény adaptációjában, továbbá a Merlin kalandjaiban is vendégszerepelt. Ugyanebben az évben erősítette Anthony Hopkins, Josh Brolin és Antonio Banderas hármasát a Férfit látok álmaidban című romantikus filmdrámában. 
2011-ben Glenn Close, Mia Wasikowska és Janet McTeer mellett játszott az Albert Nobbsban. Ugyanebben az évben szerepet kapott a Sky 1 új vígjáték-drámájában, a Mount Pleasantben. A 2012-ig tartó első két szériában Sue, Lisa anyukája szerepét játszotta. A 2013-as harmadik szériában már nem tért vissza. 2012-ben Dustin Hoffman első filmjében a Kvartett – A nagy négyesben alakította az egyik énekesnőt Maggie Smith, Tom Courtenay és Billy Connolly négyesében. 2015 végén Mrs Gamp szerepében tűnt fel a BBC Dickensian című sorozatában.

### Magánélete
Collins 1969-ben ment hozzá John Alderton színészhez, és a londoni Hampsteadben él három gyermekükkel, Nicholas-szal, Kate-tel és Richarddal. Tony Rohr színésszel van egy idősebb lánya is, Louise, akit örökbefogadásra adott. Lányával huszonkét évesen került újra kapcsolatba.

## Filmográfia

### Szerepei a Broadwayn
- 1989: Shirley Valentine

### Filmek
| Év   | Cím                                                         | Szerep                    | Magyar hang     |
| ---- | ----------------------------------------------------------- | ------------------------- | --------------- |
| 1966 | Secrets of a Windmill Girl                                  | Pat Lord                  |                 |
| 1984 | Elutasítás (Knockback)                                      | Sylvia Baker              | Hámori Ildikó   |
| 1985 | Tropical Moon Over Dorking                                  | Myra                      |                 |
| 1989 | Shirley Valentine                                           | Shirley Valentine         | Borbás Gabi     |
| 1992 | Örömváros (City of Joy)                                     | Joan Bethel               | Zsurzs Kati     |
| 1995 | Oliver 2: Let's Twist Again                                 | ?                         |                 |
| 1995 | My Mother's Courage                                         | Elsa Tabori               |                 |
| 1997 | Láger az édenkertben (Paradise Road)                        | Daisy "Margaret" Drummond | Zsurzs Kati     |
| 2000 | One Life Stand                                              | karaoke extra             |                 |
| 2002 | Mrs Caldicot's Cabbage War                                  | Thelma Caldicot           |                 |
| 2002 | Man and Boy                                                 | Betty Silver              |                 |
| 2003 | Sparkling Cyanide                                           | Dr Catherine Kendall      |                 |
| 2006 | What We Did on Our Holiday                                  | Lil Taylor                |                 |
| 2009 | From Time to Time                                           | Mrs Tweedie               |                 |
| 2010 | Férfit látok álmaidban (You Will Meet a Tall Dark Stranger) | Cristal                   | Koffler Gizella |
| 2011 | Albert Nobbs                                                | Mrs Baker                 | Szabó Éva       |
| 2012 | Kvartett – A nagy négyes (Quartet)                          | Cissy Robson              | Szabó Éva       |
| 2015 | Dough                                                       | Joanna Silverman          |                 |
| 2016 | The Last Dragonslayer                                       | Lady Mawgon               |                 |
| 2017 | The Time of Their Lives                                     | Priscilla                 |                 |

### Televíziós sorozatok
| Év      | Cím                                         | Szerep (zárójelben az évad (S) és/vagy az epizód (E) száma)   |
| ------- | ------------------------------------------- | ------------------------------------------------------------- |
| 1963    | Emergency-Ward 10                           | Elliott nővér (S1E588)                                        |
| 1963    | 24-Hour Call                                | ápolónő (S1E19)                                               |
| 1966    | The Marriage Lines                          | Jean (S5E04)                                                  |
| 1966    | Pardon the Expression                       | Miss Wainwright (S2E20–E21) Val (S2E22)                       |
| 1966    | The Corridor People                         | Syrie szobalány (S1E04)                                       |
| 1966    | Theatre 625                                 | Clara (S4E07)                                                 |
| 1966    | The Saint                                   | Marie-Therese (S5E09)                                         |
| 1966    | Blackmail                                   | Frieda Straker (S2E10)                                        |
| 1966    | The Three Musketeers                        | Kitty (S1E06–E07)                                             |
| 1966–75 | BBC Play of the Month                       | Dawn (S2E04) Lady Teazle (S10E06)                             |
| 1967    | Softly Softly                               | Marilyn (S2E16)                                               |
| 1967    | Who Is Sylvia?                              | ? (S1E05)                                                     |
| 1967    | Doctor Who                                  | Samantha Briggs (S4E32–E36)                                   |
| 1967    | Trapped                                     | Jacky (S2E06)                                                 |
| 1967    | Inheritance                                 | Ella Armitage (S1E07) Ella Oldroyd (S1E08)                    |
| 1967–68 | Armchair Theatre                            | Betty (S8E05) Mary Murtagh (S8E28)                            |
| 1968    | Wink to Me Only                             | Marjorie (S1E00)                                              |
| 1968    | B and B                                     | Chantal (S1E01)                                               |
| 1968–69 | Comedy Playhouse                            | Marjorie (S7E02) Chantal (S7E07) Dawn (S8E01)                 |
| 1968–69 | The Wednesday Play                          | Angelina (S1E153) Joan Percival (S8E01)                       |
| 1969    | The Old Campaigner                          | Winnie Haldane (S1E06)                                        |
| 1969    | The Liver Birds                             | Dawn (S1E00–E05)                                              |
| 1969    | Parkin's Patch                              | Doreen Ashworth (S1E10)                                       |
| 1970    | The Mating Machine                          | Elizabeth (S1E01)                                             |
| 1971–73 | Upstairs, Downstairs                        | Sarah (főszereplő)                                            |
| 1972    | Thirty-Minute Theatre                       | a Lány (S7E30)                                                |
| 1972    | Country Matters                             | Ruby (S1E04)                                                  |
| 1973    | Armchair 30                                 | Carol (S1E05)                                                 |
| 1974–75 | No, Honestly                                | Clara Burrell-Danby (főszereplő)                              |
| 1975–76 | Wodehouse Playhouse                         | különböző szerepek (főszereplő)                               |
| 1979    | Thomas and Sarah                            | Sarah Moffat (főszereplő)                                     |
| 1979    | Play for Today: Long Distance Information   | Eileen (S10E01)                                               |
| 1980–88 | Tales of the Unexpected                     | Eve Peregrine (S3E05) Pat Lewis (S9E02)                       |
| 1983    | Little Miss                                 | narrátor hangja (főszereplő) Little Miss Magic hangja (S1E09) |
| 1985    | The Black Tower                             | Maggie Hewson (főszereplő)                                    |
| 1985–96 | Screen Two                                  | Sylvia (S1E04–E05) Aileen Matthews (S14E04)                   |
| 1989–92 | Forever Green                               | Harriet Boult (főszereplő)                                    |
| 1998–99 | The Ambassador                              | Harriet Smith (főszereplő)                                    |
| 2000    | Little Grey Rabbit                          | ?                                                             |
| 2005    | Bleak House                                 | Miss Flite (főszereplő)                                       |
| 2006    | Doctor Who                                  | Viktória királynő (S2E02)                                     |
| 2009    | Theatre Live!                               | ? (S1E03)                                                     |
| 2010    | Agatha Christie: Marple – Bűbájos gyilkosok | Thyrza Grey (S5E01)                                           |
| 2010    | Merlin kalandjai (Merlin)                   | Alice (S3E09)                                                 |
| 2011–12 | Mount Pleasant                              | Sue (főszereplő)                                              |
| 2015–16 | Dickensian                                  | Mrs Gramp (főszereplő)                                        |

## Fontosabb díjak és jelölések
| Év                               | Cím                                     | Díj                                                                      | Eredmény                         |
| Filmes és televíziós elismerések | Filmes és televíziós elismerések        | Filmes és televíziós elismerések                                         | Filmes és televíziós elismerések |
| -------------------------------- | --------------------------------------- | ------------------------------------------------------------------------ | -------------------------------- |
| 1973                             | Upstairs, Downstairs és Country Matters | BAFTA TV-díj a legjobb színésznőnek                                      | Jelölve                          |
| 1990                             | Shirley Valentine                       | BAFTA-díj a legjobb női főszereplőnek                                    | Elnyerte                         |
| 1990                             | Shirley Valentine                       | Golden Globe-díj a legjobb női főszereplőnek – filmmusical vagy vígjáték | Jelölve                          |
| 1990                             | Shirley Valentine                       | Oscar-díj a legjobb női főszereplőnek                                    | Jelölve                          |
| Színházi elismerések             |                                         |                                                                          |                                  |
| 1989                             | Shirley Valentine                       | Tony-díj a legjobb női főszereplőnek színdarabban                        | Elnyerte                         |
| 1989                             | Shirley Valentine                       | Drama Desk-díj a legjobb női főszereplőnek                               | Elnyerte                         |
| 1989                             | Shirley Valentine                       | Theatre World Award                                                      | Elnyerte                         |